# Lettera ai Galati
La Lettera ai Galati è uno dei testi che compongono il Nuovo Testamento.
La lettera, scritta da Paolo di Tarso tra il 54 e il 57, fu composta per controbattere una predicazione fatta da alcuni ebrei cristiani dopo che l'apostolo aveva lasciato la comunità: questi missionari avevano convinto alcuni Galati che l'insegnamento di Paolo era incompleto e che la salvezza richiedeva il rispetto della Legge di Mosè, in particolare della circoncisione. Paolo condanna tale orientamento, proclamando la libertà dei credenti e la salvezza per mezzo della fede.

## Composizione

la provincia romana della Galazia.

### Autore
Come attesta Galati 6,11 ("Guardate con che grossi caratteri vi ho scritto di mia propria mano!) fu una lettera paolina non dettata, ma scritta da s. Paolo di suo pugno, anche con riferimento alla "spina nella carne" (2 Cor 12,7) che lo affliggeva.

### Data e luogo
La lettera è stata scritta dopo il 50, epoca di massima nella quale vengono fondate le comunità della Galazia. La maggior parte degli studiosi colloca la composizione durante il terzo viaggio di Paolo e si ipotizzano tre possibili luoghi di composizione: Efeso, Macedonia e Corinto. Nel primo caso, la lettera sarebbe da datare agli anni 54-55, negli altri verso il 56-57.

### Lingua e stile
La lettera è scritta in greco. Per quanto riguarda lo stile, si può osservare come i canoni della lettera mutino presto per assumere l'aspetto di un discorso difensivo, strutturato in exordium (introduzione), narratio (descrizione del problema), probatio (ragionamenti sulla discendenza di Abramo), exhortatio (nella quale si fa uso anche della tecnica della duplicazione: "Cristo ci ha liberato perché restassimo liberi", 5,1) e conclusio, con i saluti finali.

### Destinatari
La lettera nasce come risposta alle notizie pervenute a Paolo su alcune comunità che si stavano uniformando alla pratica della legge mosaica, probabilmente anche in seguito alla politica religiosa portata avanti dall'imperatore Claudio.
Il testo è indirizzato ai cristiani che abitavano nella provincia romana della Galazia, situata nella parte centrale dell'Anatolia, dove si trovavano le città di Licaonia, Iconio, Listra, Derbe ed Antiochia di Pisidia.

## Prospettiva storica, teologica e psicologica
La lettera offre spunti di interesse dal punto di vista storico, dottrinale e psicologico. Per quanto riguarda il primo aspetto, la lettera contiene informazioni autobiografiche sulla vita di Paolo prima e dopo la conversione, oltre che sui suoi rapporti con Pietro e con la chiesa di Gerusalemme.
Paolo narra nella sua lettera che, dopo la sua conversione a Damasco, in questa città non parlerà con nessuno e aspetterà tre anni - intraprendendo un viaggio in Arabia - prima di recarsi a Gerusalemme, dove si incontrerà solo con Pietro e poi Giacomo; tale versione non concorda con quella fornita negli Atti degli Apostoli in cui, al contrario, Paolo, successivamente alla sua conversione, da Damasco - dopo aver passato invece alcuni giorni in questa città a parlare e predicare agli Ebrei - si reca subito a Gerusalemme dove incontrerà tutto il gruppo degli apostoli; gli esegeti del cattolico "Nuovo Grande Commentario Biblico" sottolineano, in merito, come negli Atti "la principale divergenza dal racconto che Paolo fa del suo primo periodo è la omissione del suo soggiorno in Arabia (Gal1,17), il che colloca la conversione e la prima visita a Gerusalemme, molto più vicine l'una all'altra che non i «tre anni» di cui parla Gal1,18".. 
 Paolo, sempre nella sua lettera, fa riferimento al suo viaggio a Gerusalemme, dove si terrà il concilio, come del suo secondo viaggio nella città, mentre secondo gli Atti degli Apostoli per Paolo questo è il terzo viaggio nella città e gli esegeti dell'interconfessionale Bibbia TOB, evidenziano come "in Atti si tratta di un terzo viaggio, mentre in Gal di un secondo e, d'altra parte, i due racconti presentano importanti divergenze. Se riguardano gli stessi avvenimenti, il rispettivo punto di vista è molto diverso". 
Tali discrepanze storiche testimoniano la diversa visione teologica - a discapito della storicità del resoconto - delle lettere paoline rispetto agli Atti degli Apostoli.
Dal punto di vista dottrinale, la lettera presenta il tema chiave della giustificazione per mezzo della fede in Cristo preannunciando temi che saranno poi sviluppati compiutamente nella Lettera ai Romani. Nella lettera viene espressa la libertà del credente in Cristo ed è per questo spesso considerata la "magna charta della libertà cristiana".
La lettera offre infine possibilità di introspezione psicologica, perché la personalità dell'autore si rivela in modo particolarmente manifesto: l'affettività è più esplicita che negli altri scritti e si presenta bene integrata con gli aspetti cognitivi.
Di particolare rilievo è l'affermazione di Paolo sul superamento delle discriminazioni religiose, sociali e sessuali: "Non c'è più giudeo né greco; non c'è più schiavo né libero; non c'è più uomo né donna, poiché tutti voi siete uno in Cristo Gesù." (3,28).

## Struttura e contenuto

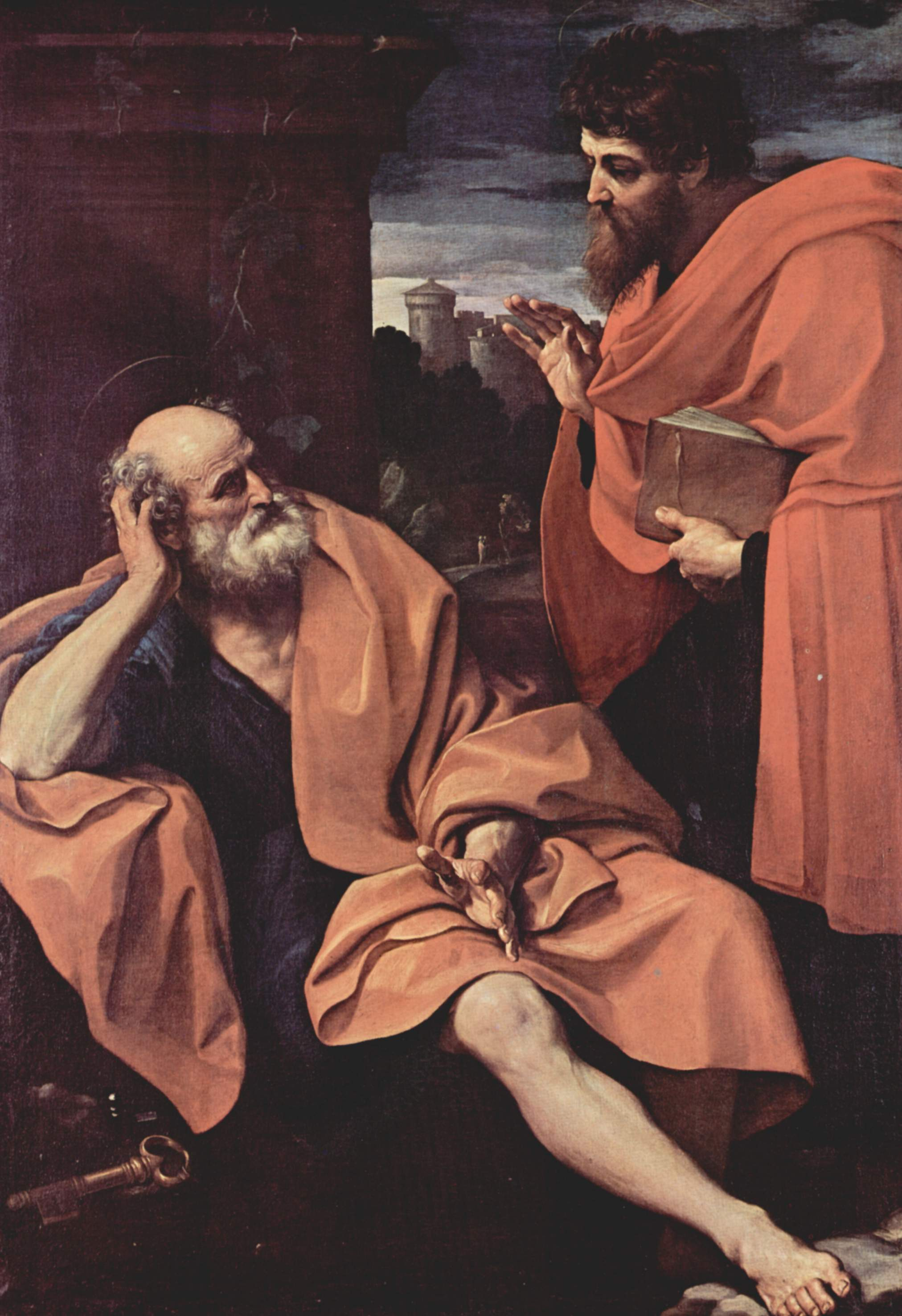
Pietro e Paolo (dipinto di Guido Reni, circa 1605)

Il tema centrale della lettera è la presentazione del vangelo paolino della giustizia cristiana derivante unicamente dalla fede in Cristo, liberando quindi i credenti dai vincoli della legge mosaica.
Lo scritto può essere suddiviso in quattro parti.

### Introduzione
Nel discorso introduttivo Paolo rivendica la sua qualità di apostolo alla pari dei dodici, chiamato da Gesù Cristo, e invoca la grazia e la pace sulle chiese della Galazia, alle quali scrive. Paolo esprime quindi meraviglia e sconcerto per quanto gli è stato riferito sul cammino di queste comunità (1,1-10).

### Paolo e il superamento della Legge
L'apostolo prosegue con una nota autobiografica. Paolo non aveva conosciuto direttamente Gesù, anzi aveva all'inizio combattuto aspramente contro i primi cristiani. Il vangelo da lui annunciato non ha un modello umano, ma è stato rivelato da Cristo (" Vi dichiaro dunque, fratelli, che il vangelo da me annunziato non è modellato sull'uomo; infatti io non l'ho ricevuto né l'ho imparato da uomini, ma per rivelazione di Gesù Cristo.", 1,11-13). Paolo descrive quindi il suo incontro con Pietro ed il superamento della legge grazie all'opera di Gesù: "Sono stato crocifisso con Cristo e non sono più io che vivo, ma Cristo vive in me" (2,20).
L'apostolo ricorda in particolare come si fosse scontrato pubblicamente con Pietro riguardo al trattamento dei non circoncisi (ovvero dei non giudei). In particolare Paolo condanna un atteggiamento che si stava diffondendo per cui solo gli ebrei convertiti fossero veri cristiani, a differenza degli altri fedeli di origine non ebrea (e quindi non circoncisi). Questo problema verrà ampliato nei capitolo successivi giungendo alla conclusione che l'essere cristiano non è funzione di una sequela esteriore di una legge, bensì della fede "in Gesù Cristo"(3,22). In merito a tali rapporti conflittuali di Paolo con gli apostoli di Gerusalemme, gli Atti degli Apostoli evidenziano invece - in base a una diversa visione teologica - come tra lo stesso Paolo e l'intera comunità cristiana vi fosse una completa armonia.

### La salvezza mediante la fede
Paolo esorta i Galati a restare nella fede, come essa è in Gesù, e ad abbandonarsi al frutto dello Spirito. L'apostolo ricorda che Abramo è stato salvato per mezzo della fede e si sofferma quindi sulla funzione della Legge, evidenziando come il cristiano sia "figlio di Dio": "Tutti voi infatti siete figli di Dio per la fede in Cristo Gesù, poiché quanti siete stati battezzati in Cristo, vi siete rivestiti di Cristo" (3,26-27). Per Paolo non esistono più quindi, tra chi ha fede in Cristo, differenze di etnia, sesso o classe sociale;"non è la circoncisione che vale o la non circoncisione, ma la fede che si rende operosa per mezzo della carità" (5,6).

### La libertà del cristiano
Seguono insegnamenti riguardo al giusto modo di usare la libertà come cristiani, in relazione al precetto dell'amore ed all'invito a camminare seguendo lo Spirito:
"Il frutto dello Spirito invece è amore, gioia, pace, magnanimità, benevolenza, bontà, fedeltà, mitezza, dominio di sé. Contro queste cose non c'è Legge"(5,22-23)
Nella conclusione della lettera (6,11), Paolo scrive: «Vedete con che grossi caratteri vi scrivo con la mia propria mano». Con ciò evidenzia il valore formale e "giuridico" dello scritto e pare indicare che il resto della lettera sia stato scritto con la collaborazione di uno scrivano. L'epilogo riassume infine alcuni tra i principali insegnamenti contenuti nella lettera.

## Piano
1. Capitoli 1 e 2: Missione dell'apostolo Paolo
  - Una missione data dal Signor Gesù stesso (cap. 1);
  - Una missione per i non Giudei (cap. 2).
  - Il contenuto della missione:
    - 1. La giustificazione avviene soltanto per mezzo della fede.
    - 2. La morte con Cristo
2. Capitoli 3 e 4: La dottrina della legge. Tre esempi:
  - Abramo: la legge è opposta alla fede, la legge conduce alla maledizione, le promesse prima della legge (cap. 3);
  - Il bambino sotto tutori, divenuto grande, può approfittare dell'eredità: l'uomo, sotto la legge, deve crescere per approfittare della libertà in Cristo (cap. 4:1-13);
  - I due figli di Abramo: Ismaele, figlio della schiavitù, e Isacco, figlio della promessa.
3. Capitoli 5 e 6: Esortazioni pratiche: Cristo ci ha liberati perché fossimo liberi.
  - Non ritornare alla legge; se vogliamo osservare un comandamento, dobbiamo osservare tutta la legge; non c'è compatibilità tra la legge e la grazia.
  - Non usare della libertà per fare la propria volontà (i frutti della carne);
  - Tutta la legge è osservata per mezzo dell'amore;
  - La soluzione: la potenza dello Spirito Santo che produce in noi il frutto dello Spirito;
  - La grazia nelle relazioni tra fratelli e sorelle in Cristo (cap. 6)
  - La morte nelle relazioni con il mondo (cap. 6)

## Uso liturgico
Nel rito cattolico brani della lettera sono letti in occasione della Pentecoste e il 1º gennaio, festa di Maria Madre di Dio. Alcuni passi sono inoltre letti in domeniche del tempo ordinario e usati nel rito dell'unzione degli infermi.

### Riferimenti
1. 1 2 3 4  Francesco Bianchini, Lettera ai Galati, Città Nuova, 2009.
2. ↑   Gal 6,11, su La Parola - La Sacra Bibbia in italiano in Internet.
3. ↑   2 Cor 12,7, su La Parola - La Sacra Bibbia in italiano in Internet.
4. ↑   Gal 5,1, su La Parola - La Sacra Bibbia in italiano in Internet.
5. 1 2 3  Gerd Theissen, Il Nuovo Testamento, 2002.
6. ↑  Albert Vanhoye, Lettera ai Galati, 2000.
7. ↑   Gal1,15-20, su laparola.net..
8. ↑   At9,19-30, su laparola.net..
9. ↑  Raymond E. Brown, Joseph A. Fitzmyer, Roland E. Murphy, Nuovo Grande Commentario Biblico, Queriniana, 2002, pp. 972-973, 1025, ISBN 88-399-0054-3.
10. ↑   Gal1-2, su laparola.net..
11. ↑   At15, su laparola.net..
12. ↑  Bibbia TOB, Elle Di Ci Leumann, 1997, pp. 2522-2523, ISBN 88-01-10612-2.
13. 1 2  Giuseppe Pulcinelli, L'apostolo Paolo, 2008.
14. ↑  Giulio Cirignano, Ferdinando Montuschi, La personalità di Paolo. Un approccio psicologico alle lettere paoline, EDB, 1996.
15. ↑   Gal 3,28, su La Parola - La Sacra Bibbia in italiano in Internet.
16. ↑   Gal 1,1-10, su La Parola - La Sacra Bibbia in italiano in Internet.
17. ↑   Gal 1,11-13, su La Parola - La Sacra Bibbia in italiano in Internet.
18. ↑   Gal 2,20, su La Parola - La Sacra Bibbia in italiano in Internet.
19. ↑  Come precisato nella soprastante sezione "Prospettiva storica, teologica e psicologica". (Cfr: Raymond E. Brown, Joseph A. Fitzmyer, Roland E. Murphy, Nuovo Grande Commentario Biblico, Queriniana, 2002, pp. 880, 944, ISBN 88-399-0054-3; Bart Ehrman, Il Nuovo Testamento, Carocci Editore, 2015, pp. 275, 282, ISBN 978-88-430-7821-9; Bibbia TOB, Elle Di Ci Leumann, 1997, pp. 2484-2485, ISBN 88-01-10612-2; Bibbia di Gerusalemme, EDB, 2011, p. 2576, ISBN 978-88-10-82031-5; Raymond E. Brown, The Birth of the Messiah, Doubleday, 1993, p. 236, ISBN 0-385-47202-1.).
20. ↑   Gal 3,26-27, su La Parola - La Sacra Bibbia in italiano in Internet.
21. ↑   Gal 6,11, su La Parola - La Sacra Bibbia in italiano in Internet.